# Chilo ikri
Chilo ikri là một loài bướm đêm trong họ Crambidae.